# Amphimallon roris
Amphimallon roris är en skalbaggsart som beskrevs av Baraud 1981. Amphimallon roris ingår i släktet Amphimallon och familjen Melolonthidae. Inga underarter finns listade i Catalogue of Life.